# Société des idéologues
La société des idéologues est un groupe de penseurs fondé par Antoine Destutt de Tracy vers 1795, dont il fut le chef alors qu’il était sénateur.

## Définition
Ce courant philosophique, qui se développe au tournant des XVIIIe et XIXe siècles, se fonde sur le matérialisme antithéiste, hérité de  Condillac et de Condorcet, pour considérer que la communauté de savants peut s’occuper de la cité. L’idéologie tentait de substituer une science rigoureuse des idées à la vieille métaphysique. Successeurs des philosophes des Lumières, leur idéal politique tendait à des réformes laïques et anti-autoritaires effectuées sur des bases rationnelles et scientifiques, ils acceptaient, comme eux, la notion de despotisme éclairé pour accélérer les réformes. La meilleure définition de l’idéologie se trouve dans les Élémens d’idéologie (1801-1815), de Destutt de Tracy, qui n’a publié le quatrième et dernier tome, qu’à la chute de Napoléon.

## Désignation
Le terme d’« idéologie », qui signifie « science des idées », a été prononcé, pour la première fois, en 1795, à l’Institut national par Destutt de Tracy, qui l’avait emprunté à son inspirateur principal Condillac, prétendant fonder cette « science des idées » en se référant à la méthode scientifique. Le terme d’« idéologue », quant à lui, a été inventé par Bonaparte en 1800, pour dénigrer les intellectuels républicains qui s’étaient retournés contre son régime. Bonaparte va, dès lors, utiliser ce terme, qui sonnait comme une insulte dans sa bouche, pour qualifier ceux qui, ayant de l’indépendance dans les opinions et le caractère, lui résistent.

## Objectifs

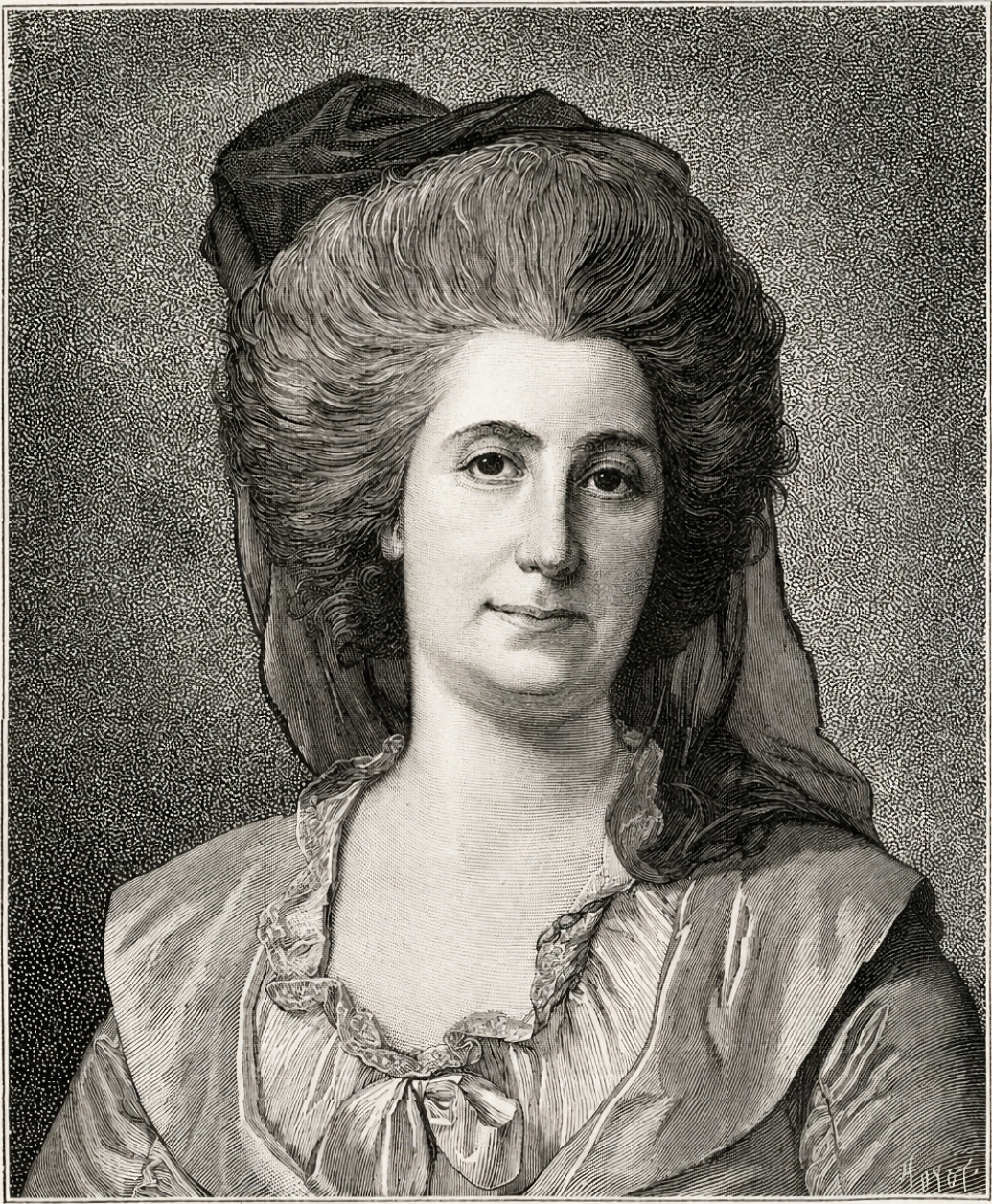
Anne-Catherine Helvétius, chez qui se réuniront les idéologues, à Auteuil.

La priorité des idéologues est de conserver la République en préservant les acquis de la Révolution. D’abord séduits par les prétentions intellectuelles, bien différentes de celles des autres militaires en lice dans la course au pouvoir, du général Bonaparte, les « idéologues » ont tout d’abord servi de caution intellectuelle au général Bonaparte, en soutenant le coup d'État du 18 Brumaire. Comme leurs prédécesseurs des Lumières, les idéologues ne sont pas contre le despotisme éclairé, s’il peut favoriser la rapide expansion de leurs idées.
Après une brève lune de miel, les idéologues se sont rendu compte que Bonaparte, une fois au pouvoir, préférait gouverner avec le soutien des traditionalistes catholiques plutôt qu’avec les idéologues empiristes, matérialistes et athées. Ses mesures vont à l’encontre du plan idéologue : en 1801, il proclame, en accord avec le pape, la religion catholique de la majorité des Français ; en 1802, il institue la censure et le contrôle de la presse ; en 1803, considérant comme inutile les théories abstraites des idéologues pour le développement civil et économique de la France, il ferme la classe des sciences morales et politiques de l’Institut, opposée au Concordat. Lorsque, contrairement à ce qu’ils espéraient, les libertés fondamentales n’ont pas été maintenues, les idéologues se sont retournés contre leur candidat , et se sont, dès lors, retrouvés dans l’opposition républicaine. Bonaparte dénonce alors, en retour, l’idéologie comme des songes creux, mais nomme toutefois Destutt de Tracy comte d’Empire dans l’espoir d’acheter son silence. Se réunissant dans la société d’Auteuil de Catherine Helvétius, ils protesteront contre certaines mesures de sécurité napoléoniennes et Destutt de Tracy osera demander la déchéance de Napoléon à la Chambre des Pairs.

## Membres
À côté de Destutt de Tracy, le médecin Cabanis, Nicolas de Condorcet est considéré comme le dernier philosophe des Lumières et le premier des idéologues. Le politologue Pierre-Louis Roederer, le philosophe Volney, l’économiste Say, le professeur Garat de l’Institut National, ainsi que Pierre Daunou, au nombre des rédacteurs de la constitution de l’an VIII, le savant Joseph Lakanal, l’académicien Alexandre Deleyre, l’abbé Sieyès, représentaient au sens large le groupe des idéologues.
Germaine de Staël a été associée aux idéologues. Benjamin Constant a servi d’intermédiaire entre Sieyès et Bonaparte dans la préparation du coup d’État de ce dernier mais, si tous deux ont mené des luttes en commun avec les idéologues, ils étaient proches d’eux sans l’être eux-mêmes.
La Décade philosophique a souvent été qualifiée de journal, voire d’organe idéologue, mais cela n’est que partiellement vrai. Nombre d’idéologues, comme Jean-Baptiste Say:80,, ont collaboré à la Décade, mais son fondateur et rédacteur-en-chef Pierre-Louis Ginguené a toujours, en revanche, été un opposant de Napoléon.
La Société des observateurs de l'homme a parfois également été associée aux idéologues, dont elle est, en réalité, très éloignée, ses fondateurs étant d’inspiration chrétienne.

## Principes

### Physiologie de la spiritualité humaine

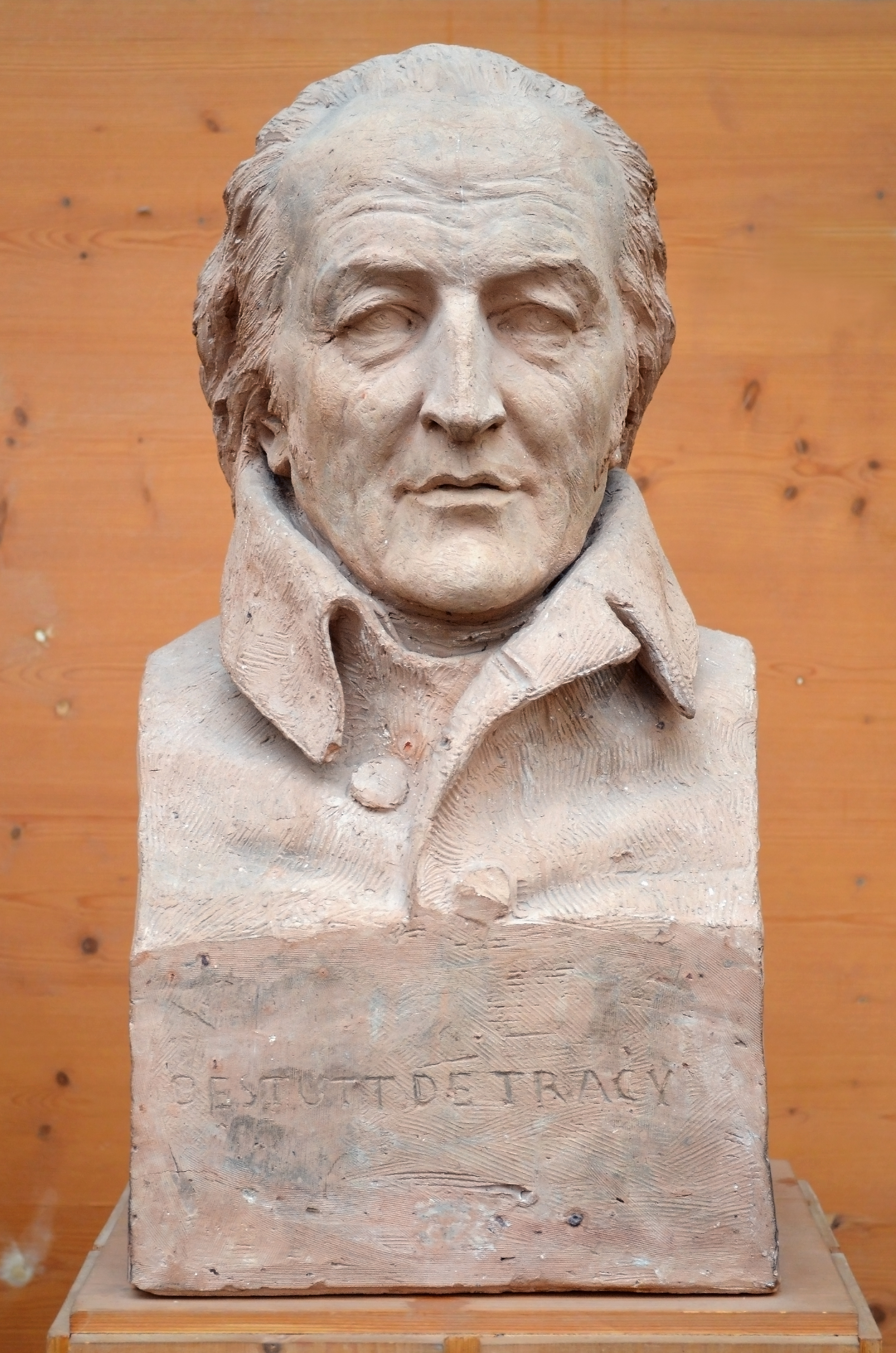
Buste du fondateur de l’idéologie par David d’Angers (1837).

Les théories d’Helvétius et de Condillac ont fourni aux idéologues les bases d’une gnoséologie des sens appliquée à la recherche de la formation des idées et aux domaines les plus divers de la morale et de la politique.
Les idéologues sont les successeurs en droite ligne des « Philosophes ». Le salon de Catherine Helvétius sert de point de contact où s’opère le passage de relais entre des hommes des Lumières, comme Condorcet, dernier philosophe des Lumières et premier des idéologues et les futurs idéologues.
Le concret est le principe fondamental qui les amène à rechercher dans des éléments comme les facteurs physiologiques, des caractères considérés, jusque là, comme relevant de la spiritualité. Ils pensent que la même structure physique de l’homme et les altérations, pathologiques ou non, qu’il peut subir, peuvent influer sur les passions, l’intelligence, le caractère, etc. Ces théories, issues d’un matérialisme de base, ne prétendent toutefois pas avoir un caractère de validité générale, mais sont toujours considérées comme durables dans le cadre d’aspects particuliers et spécifiques. Ils ne veulent pas être une théorie universelle de l’homme, mais une analyse empirique de certains de ses aspects particuliers.

### Méthode statistique
Un autre domaine d’investigation des idéologues est celui qui touche à la société dans ses aspects liés à son développement, ses modifications, ses phénomènes observés statistiquement dans leurs récurrences.
Condorcet approchera d’abord les phénomènes sociaux de façon mathématique, en obtenant des lois de tendance, des aspects de probabilité sur l’importance de certains phénomènes et sur la répétitivité d’autres. Il a étendu la méthode statistique mathématique à l’économie politique avec des études approfondies des processus d’industrialisation, de la médecine, de la morale et de la politique en France.
Les idéologues rejetaient toute considération métaphysique et estiment que la méthode scientifique, qui avait déjà fait ses preuves dans le domaine des phénomènes naturels, était également la meilleure pour analyser les sciences sociales et les aspects humains et pour atteindre, non seulement à la connaissance basée sur des faits mais aussi à une certaine prédiction et à une maîtrise des phénomènes humains en les retirant définitivement des déclamations et des descriptions rhétoriques et de l’incertitude des philosophes.

### Morale
En économie, le théoricien de référence pour les idéologues est Adam Smith, dont les théories s’étendent également à la morale utilitariste conçue en termes d’opposition de bien et du mal et sur la réalisation de la fin matérielle du bonheur maximal de la société. La politique est la capacité de mettre cet objectif en œuvre sur la base de ces hypothèses,.
Considérant que l’étude ethnographique des peuples était utile à leurs fins, que ce soit par l’étude des récits de voyage ou par des enquêtes de terrain directes, les idéologues plaçaient la géographie, associée, dans les voyages scientifiques, à l’anthropologie, au cœur d’une connaissance positive de la réalité humaine.

## Influence
L’œuvre de Destutt de Tracy a eu une influence réelle sur les philosophes et économistes du XIXe siècle, notamment Thomas Brown, John Stuart Mill, Herbert Spencer, Hippolyte Taine et Alexandre Ribot, certains d’entre eux également influencés par le positivisme de Stuart Mill, Spencer… Parmi les étrangers vivant à Paris dans les premières années du XIXe siècle à avoir fréquenté les milieux culturels liés aux idéologues, on compte Giulia Beccaria (fille de Césare) et son jeune fils Alessandro Manzoni.

## Publications
Destutt de Tracy, élu à l’Académie française le 15 juin 1808, a publié en 1801 des Observations sur le système actuel d’instruction publique. Ses Éléments d’idéologie (1801-1815) donnent la meilleure définition de l’idéologie. Le quatrième et dernier tome, qui est un traité d'économie politique résolument contre le spiritualisme renaissant avec le Concordat et le Génie du christianisme, n’a paru qu’après la chute de Napoléon.
Ses publications sont nombreuses :
- Élémens d’idéologie, dont :
- La Grammaire ;
- La Logique ;
- Traité de la volonté et de ses effets.